# 藤原百川
藤原 百川（ふじわら の ももかわ）は、奈良時代の公卿。初名は雄田麻呂。藤原式家の祖である、参議・藤原宇合の八男。官位は従三位・参議、贈正一位・太政大臣。

## 経歴
天平宝字3年（759年）従五位下に叙爵し、天平宝字7年（763年）智部少輔に任ぜられる。
称徳朝に入り、天平神護元年（765年）左中弁に遷ると、のち侍従・右兵衛督・内豎大輔など要職を兼帯する傍らで、天平神護2年（766年）正五位下、神護景雲2年（768年）従四位下、神護景雲3年（769年）従四位上と急速に昇進を果たす。同年に発生した宇佐八幡宮神託事件においても、道鏡への皇位継承阻止派として藤原永手らともに雄田麻呂の暗躍があったといわれる。このころの雄田麻呂は律令官人としての優れた資質によって称徳天皇や道鏡に重用されて、左中弁・侍従・内豎大輔として政権の中枢に参加する一方で、神託事件によって配流された和気清麻呂のために秘かに仕送りを続けるなど、激動する政界において巧みに振舞ってきた。
神護景雲4年（770年）称徳天皇が皇嗣を定めないまま崩御した際、天武系の文室浄三次いで文室大市を推そうとした右大臣・吉備真備を出し抜いて、従兄弟の左大臣・藤原永手や兄の参議・藤原良継と謀って、皇嗣を定めた称徳天皇の宣命を偽造するなど、天智系の白壁王（のち光仁天皇）擁立に尽力したとされる。なお、神託事件から白壁王擁立に至る時期に雄田麻呂が暗躍されたとする記事については、『日本紀略』『扶桑略記』に引用された「藤原百川伝」以降に見られるが『続日本紀』には見られないため、後述する桓武立太子の事情が誤って語られたものであるとした説と、おおむね事実を反映したものであるとする両説がある。
白壁王立太子後右大弁に任官、光仁天皇の即位に伴い正四位下に叙せられ、翌宝亀2年（771年）には大宰帥次いで参議に任ぜられる等、要務を勤めることとなった。この頃百川と改名する。光仁天皇の百川に対する信頼は非常に篤く、その腹心として事を委ねられ、内外の政務に関する重要な事項について関知しないものはなかったという。
宝亀3年（772年）井上内親王（称徳天皇の妹）が天皇に対する呪詛疑惑を理由として皇后を廃され、光仁天皇と井上内親王との間の子である他戸親王も連座して廃太子となり、女系としての天武系も途絶することとなる。翌宝亀4年（773年）、建議により皇太子に山部親王（後の桓武天皇）を立てる。これら一連の事件は山部親王の才能を見込んだ百川の暗躍によるものとされている。母親が百済渡来人系高野新笠である山部親王にとっては、望外であったと思われ、親王の百川に対する信任はすこぶる篤かった。
宝亀10年（779年）正月に従三位に叙せられるが、山部親王の即位を見ることなく同年7月9日卒去。享年48。最終官位は従三位式部卿兼中衛大将。即日従二位の位階を贈られた。桓武朝の延暦2年（783年）贈右大臣。弘仁14年（823年）淳和天皇（母は百川の子・旅子）即位に伴い、天皇の外祖父として正一位・太政大臣を追贈された。

## 人物
幼少より才能にあふれ度量があった。要職を歴任したが、各官職を勤勉・真面目に勤め上げたという。
百川の生涯を研究した木本好信は、百川の実像を兄・良継を補佐する実務家・官僚系であり、政治家として政権を掌握することには向いていなかったのではと推測している。
なお、9-10世紀の平安時代作とされる、御調八幡宮（広島県）所蔵の男神座像はこの藤原百川を元にしたものと伝えられており、その木像は現在では手・脚部分が失われてはいるが、胴体部分に厚みがある堂々とした体躯を表し、また顔立ちも目や口の造りの表現、そして口髭・顎髭の筆跡も残っていて写実的であり、往時の威厳ある容貌を示しているとされる。御調八幡宮は、神護景雲3年（769年）道鏡によって備後国（現在の広島県）に配流された和気清麻呂の姉・法均が八幡神を勧請した縁起を持ち、百川は法均の弟・和気清麻呂を支援した伝承がある。

## 官歴
注記のないものは『続日本紀』による。
- 時期不詳：正六位上
- 天平宝字3年（759年） 6月16日：従五位下
- 天平宝字7年（763年） 4月14日：智部少輔
- 天平神護元年（765年） 7月：左中弁[13]
- 天平神護2年（766年） 9月：正五位下[14]。9月23日：山陽道巡察使。日付不詳：侍従内匠頭[14]
- 神護景雲元年（767年） 2月28日：兼右兵衛督、左中弁侍従内匠頭武蔵介如元
- 神護景雲2年（768年） 2月18日：兼武蔵守。日付不詳：正五位上。10月8日：従四位下。11月13日：兼中務大輔。11月29日：検校兵庫副将軍
- 神護景雲3年（769年） 3月10日：兼内豎大輔。10月19日：兼河内守。10月30日：従四位上、河内大夫
- 神護景雲4年（770年） 8月22日：兼越前守。8月8日：右大弁、内豎大輔内匠頭右兵衛督如故。10月1日：正四位下
- 宝亀2年（771年） 3月13日：大宰帥、右大弁内豎大輔右兵衛督越前守並如故。11月23日：参議
- 宝亀5年（774年） 正月7日：正四位上。5月5日：従三位
- 宝亀8年（777年） 日付不詳：右兵衛督[14]。10月13日：式部卿
- 宝亀9年（778年） 2月23日：中衛大将
- 宝亀10年（779年） 7月9日：卒去（従三位式部卿兼中衛大将）、贈従二位
- 延暦2年（783年） 2月5日：贈右大臣
- 弘仁14年（823年） 4月：贈太政大臣正一位

## 系譜
注記のないものは『尊卑分脈』による。
- 父：藤原宇合
- 母：久米若女（久米奈保麻呂の娘）
- 妻：藤原諸姉（藤原良継の娘）
  - 長女：藤原旅子（759-788） - 桓武天皇夫人、贈皇太后、淳和天皇母
  - 女子：藤原帯子（?-794） - 安殿親王（のちの平城天皇）妃、贈皇后
- 妻：伊勢大津の娘
  - 長男：藤原緒嗣（774-843）
  - 三男：藤原継業[2]（または緒業[1]）（779-842）
- 生母不詳の子女
  - 女子：藤原産子（761-829） - 光仁天皇夫人、淳和天皇義母[15]